# درگیری‌های مارس ۲۰۱۲ غزه و اسرائیل
عملیات بازگشت پژواک (خوزِر هِد מבצע הד חוזר) عملیات نظامی بود که ارتش اسرائیل از ۹ تا ۱۴ مارس ۲۰۱۲ در غزه مرتکب شد. این عملیات پس از جنگ ۲۰۰۸–۲۰۰۹ غزه (عملیات "سرب گداخته") خشن‌ترین جنگی بود که تحت پوشش رسانه‌ها قرار گرفت.
در ۹ مارس، اسرائیل در نوار غزه طی یک حمله هوایی زهیر القیسی دبیرکل کمیته مقاومت مردمی (PRC) فلسطین را به قتل رساند و به همراه وی یک شبه نظامی نیز کشته شد و یک مرد دیگر که در آن حوالی بود به شدت مجروح شد. علی‌رغم تکذیب کمیته مقاومت مردمی ارتش اسرائیل می‌گفت زهیر القیسی ناظر حملات مرزی سال ۲۰۱۱ به مرزهای جنوبی اسرائیل بوده است که طی آن هشت اسرائیلی از جمله شش غیرنظامی کشته شدند و می‌گفتند او در حال تدارک یک حمله شدید دیگر نیز بوده است که می‌توانست جان بسیاری را بگیرد. شبه نظامیان فلسطینی به عنوان انتقام ۳۰۰ موشک گراد، موشک قسام و خمپاره به خاک اسراییل انداختند که ۱۷۷ مورد از آن‌ها به خاک اسرائیل اصابت کرد و خسارت قابل توجهی به شهرهای اشدود، اشکلون و بئرشبع و شهرهای کوچکتر وارد آورد. بیست و سه غیرنظامی اسرائیلی زخمی شدند و مدارس سراسر منطقه جنوب اسرائیل برای حفظ جان دانش آموزان بخاطر حملات موشکی تعطیل شدند. سیستم دفاع موشکی اسرائیل موسوم به گنبد آهنین بسیاری از پرتابه‌های فلسطینی را در آسمان شهرهای بزرگ مورد اصابت قرار داد و با ۷۱ تلاش توانست ۵۶ مورد از آن‌ها را ساقط کند.